# Церковь Успения Пресвятой Богородицы (Шульгино)
Церковь Успения Пресвятой Богородицы  — разрушающаяся недействующая православная церковь в деревне Шульгино Селивановского района Владимирской области.

## Описание
Церковь построена в 1800-х годах на деньги помещика Муромцева взамен разобранной деревянной. Во второй половине XIX века здесь служил иерей Василий Ландышев, который бесплатно учил крестьянских детей.
Здание церкви представляет собой в основании просторный восьмерик, планировка которого характера влиянием барокко, переходного к классицизму, только упрощенного и малобюджетного.
Приказом Инспекции государственной охраны объектов культурного наследия Владимирской области от 14 апреля 2023 утвержден предмет охраны объекта культурного наследия регионального значения «Успенская церковь», XIX в. (Владимирская область, Селивановский район, деревня Шульгино).